# Liz and the blue bird
Liz and the blue bird (リズと青い鳥 Rizu to Aoi Tori?, lit: Liz y el pájaro azul) es una película de drama de animación japonesa de 2018 dirigida por Naoko Yamada  y escrita por Reiko Yoshida, basado en la serie de novelas Hibike! Euphonium escritas por Ayano Takeda. Basado en la novela de 2017 llamada Hibike! Yūfoniamu Kitauji Kōkō Suisōgaku-bu, Haran no Dainigakushō Kōhen, la película es un secuela spin-off  de la serie televisiva Hibike! Euphonium, enfocado en los personajes secundarios de los personajes secundarios Mizore Yoroizuka y Nozomi Kasaki.
El foco de película está centrado en la amistad de estudiantes de instituto y músicos Mizore y Nozomi que se  preparan para un concierto con la banda de viento de su escuela; paralelamente, también representa un Cuento de hadas, del cual se adapta la pieza musical trabajada por la banda, como una historia dentro de una historia. Atsumi Tanezaki y Nao Tōyama, entre otros actores, repiten sus papeles de voz como personajes de la serie de televisión; la mayoría de ellos fueron rediseñados para adaptarse mejor al estilo y la historia de la película. La banda sonora de Liz y el pájaro azul cuenta con dos compositores: Kensuke Ushio, quien escribió la música de fondo de estilo minimalista para las escenas de la escuela secundaria, y Akito Matsuda, el compositor de la serie de televisión, quien escribió la música de fondo para los segmentos de cuentos de hadas, y las piezas de concierto interpretadas por los personajes.
Fue lanzado el 21 de abril de 2018 en Japón y tuvo un lanzamiento limitado el 9 de noviembre de 2018 en los Estados Unidos. Recibió críticas positivas de los críticos, y la mayoría de elogios fueron a la relación y las personalidades de los dos personajes principales, la banda sonora y la animación.

## Trama
Mizore es una estudiante tranquila e introvertida en su tercer y último año de secundaria, que es oboísta en la banda de conciertos de la escuela. Su única amiga, que ocupa la mayor parte de sus pensamientos, es Nozomi, una de las flautistas de la banda, que es mucho más extrovertida y popular. Juntas, las dos ensayan un dúo de la pieza musical llama Liz y el pájaro azul, que se basa en un ficticio cuento de hadas alemán del mismo nombre que Nozomi amaba cuando era niña. La historia trata sobre una joven llamada Liz (representada por el oboe en la pieza musical) y un pájaro azul sin nombre convertido en humano (representado por la flauta) que se convierten en mejores amigas y viven juntas, hasta que los dos se ven obligados a separarse. Nozomi y Mizore se dan cuenta de que la historia se aplica de cerca a su propia relación, lo que preocupa a Mizore; se ve a sí misma como Liz y Nozomi como el pájaro azul fugaz.
Aunque Nozomi pasa tiempo con otros amigos de la banda, Mizore se mantiene aislada de todos excepto de Nozomi, y rechaza las ofertas de sus otros compañeros de banda para pasar tiempo juntos. Ella también trata de expresar su amor a Nozomi, pero nunca puede hacerlo. Niiyama, instructora de instrumentos de viento, aconseja a Mizore que solicite su ingreso a la escuela de música después de graduarse para que pueda convertirse en profesional; no está particularmente interesada al principio, pero cambia de opinión después de que Nozomi dice que ella también podría postularse. Sin embargo, sus compañeros de banda están preocupados, al darse cuenta de que la única motivación de Mizore para ir a la escuela de música es estar junto a Nozomi.
A medida que se acerca el concierto, Mizore y Nozomi se separan. Mizore se siente insegura acerca de Nozomi debido a su historia juntos: durante la escuela secundaria, Nozomi propuso y convenció a Mizore de unirse a la banda, solo para luego dejarla durante su primer año de escuela secundaria debido a un cisma (como se muestra en Hibike! Euphonium). Como resultado, Mizore teme que Nozomi pueda dejarla en cualquier momento. Mientras tanto, Nozomi muestra malestar ante Mizore abriéndose progresivamente a los demás y siendo instruida por Niiyama, envidiosa de su mayor potencial. Además, los dos tienen problemas para perfeccionar su dúo, tanto por su relación cada vez más complicada como por su dificultad para conectarse con los personajes de Liz y el pájaro azul; Mizore, en particular, no entiende por qué Liz dejaría que el pájaro azul saliera libre en lugar de mantenerlo con ella para siempre.
Finalmente, los dos llegan a una mayor comprensión de su relación, gracias a la ayuda de Niiyama y otros miembros de la banda. Se dan cuenta de que, si bien asociaron a Mizore con Liz y Nozomi con el pájaro azul, Mizore estaba en realidad más cerca del pájaro azul, teniendo que dejar ir su apego incondicional para poder vivir su propia vida, mientras que Nozomi estaba más cerca de Liz, que soltó al pájaro para que no lo pesara. En el próximo ensayo, interpretan la pieza a la perfección. La actuación de Mizore conmueve a sus compañeros de banda y deja a Nozomi llorando. Se enfrentan después, Nozomi se dio cuenta de que Mizore estaba teniendo un rendimiento inferior, por lo que los dos estarían al mismo nivel. Nozomi también revela que en realidad no quería ir a la escuela de música y que solo lo había dicho por celos, a pesar de que sabía que no tenía la habilidad necesaria para ser aceptada. Mizore, molesta porque Nozomi parece estar abandonándola una vez más, confiesa el alcance de sus sentimientos, llamando a la otra su "todo". Sin embargo, Nozomi solo se ríe, sabiendo que aceptar los sentimientos de Mizore solo continuaría confinándola.
Algún tiempo después, Mizore y Nozomi aparentemente todavía están distantes entre sí, con Nozomi priorizando sus estudios sobre la banda. Después de encontrarse en la biblioteca de la escuela, Nozomi se ofrece a comer juntos afuera. En el camino, afirma que respaldará a Mizore perfectamente en su dueto, solo pidiendo "un poco de tiempo" e implicando que tiene la intención de superar sus celos y apoyar a Mizore en su vida y decisiones, mientras que Mizore responde que se mantendrá. sobre tocar el oboe, insinuando su aceptación para finalmente seguir su propio camino en lugar del de Nozomi.

## Reparto de voz
- Atsumi Tanezaki como Mizore Yoroizuka, una estudiante de secundaria aislada e introvertida y oboísta en la banda de conciertos.
- Nao Tōyama como Nozomi Kasaki, una flautista de la banda y la única amiga de Mizore, más extrovertida que esta.
- Miyu Honda como Liz, el personaje principal del cuento de hadas Liz y el pájaro azul.
  - Honda también da voz al pájaro azul / chica misteriosa, el otro personaje principal del cuento de hadas.
- Konomi Fujimura como Natsuki Nakagawa, interpreta del eufonio en la banda.
- Yuri Yamaoka como Yuuko Yoshikawa, una trompetista y la presidenta de la banda.
- Shiori Sugiura como Ririka Kenzaki, una oboista de la banda.
- Chika Anzai como Reina Kousaka, una trompetista de la banda.
- Tomoyo Kurosawa como Kumiko Oumae, interpreta del eufonio en la banda.
- Ayaka Asai como Hazuki Katou, una intérprete de la tuba en la banda.
- Moe Toyota como Sapphire Kawashima, una contrabajista en la banda.
- Houko Kuwashima como Satomi Niiyama, una instructora instrumentos de viento-madera.
- Yuichi Nakamura como Masahiro Hashimoto, un instructor de percusión.
- Takahiro Sakurai como Noboru Taki, el director de música de la banda

## Producción
Liz and the blue bird es la tercera película  de la franquicia Hibike! Euphonium, siguiendo Gekijōban Hibike! Euphonium: Kitauji Kōkō Suisōgaku-bu e Yōkoso y  Hibike! Euphonium :Todoketai Melody, ambos fueron adaptaciones abreviadas del anime. Sin embargo, la película se desarrolla dentro del universo de la serie de televisión, en la que aparecen Mizore y Nozomi como personajes secundarios; a la inversa, los personajes principales de la serie como Kumiko y Reina solo aparecen en papeles secundarios. A pesar de ser un derivado, la película también está destinada a funcionar como una historia independiente y no requiere conocimientos de la serie Hibike! Euphonium. Diseñador de personajes Futoshi Nishiya rediseñó los caracteres en vez de utilizar los diseños de la serie, para adaptarse mejor al estilo, la historia y los temas de la película. El equipo también incluyó a Mutsuo Shinohara como director de arte y Naomi Ishida como estilista de color. Stephanie Sheh se desempeñó como directora de casting y directora de doblaje para el lanzamiento en inglés de la película.
Yamada descubrió originalmente a los personajes de Mizore y Nozomi cuando fueron presentados en la segunda de las novelas de Takeda, Hibike! Euphonium 2 Kitauji Kōkō Suisōgaku-bu no Ichiban Atsui Natsu. Ella declaró: "Me conmovió el enfoque que [Takeda] puso en el desarrollo de nuevos personajes en esa sección de la historia, y recuerdo haberme cautivado con la relación de Mizore y Nozomi. Al mismo tiempo, pensé que era una historia terriblemente pecaminosa. . Y, sin embargo, tan transparente y precipitado ... En cualquier caso, pensé que era fascinante. Definitivamente no puedo llegar a este tipo de perspectiva por mí mismo. Como me gustó tanto, los dos han estado en mi mente . " Yamada Había trabajado como artista de storyboard y director ocasional para la serie de anime; en ese momento, Takeda trabajaba en una secuela de dos partes de la novelas de Hibike! Euphonium que serían publicadas como dos novelas diferentes (Hibike! Yūfoniamu Kitauji Kōkō Suisōgaku-bu, Haran no Dainigakushō):la primera, Zenpen, estaría centrada en Kumiko, y la segunda, Kōgallina, en Mizore y su relación con Nozomi. El equipo de la serie leyó las novelas antes de que fueran publicadas para preparar una posible adaptación cinematográfica; Como hubiera sido difícil representar correctamente las historias de Mizore y Nozomi dentro de la misma película, el equipo decidió hacer dos películas diferentes, con Yamada dirigiendo a Mizore y Nozomi debido a su "creciente interés en ellos", y Tatsuya Ishihara, el director principal de la serie, dirigiendo Zenpen, que se titularía Hibike! Euphonium: Chikai No Finale y se estrenaría el año siguiente..
Yamada declaró sobre la realización de la película: "Mi primer pensamiento fue plasmar mi impresión de la historia de Nozomi y Mizore en algo visual. Luego, al acercarme a los problemas y el crecimiento que experimentan las dos chicas, me aseguré de captar cualquier pequeño cambio o comprensión que los dos puedan tener. Quería que esta película estuviera en su forma más adecuada para coincidir con lo que esta historia quería representar. [...] Quería captar y representar estos aspectos más suaves y sutiles. Por ejemplo, incluso la más mínima aversión en sus ojos es algo que nace de sus pensamientos y sentimientos. Esto es algo de lo que quería cuidar mucho. Quería asegurarme de no perder nada de eso. Es como mirar y sostener en silencio tu respirar, grabar lo que ves. Como ver a las chicas detrás de un cristal; un solo toque suficiente para hacerlas desaparecer. Le doy importancia al uso del color para reflejar esta sensación de fragilidad y fugacidad. [...] Para esta pieza de trabajar emociones sutiles y la acumulación de sentimiento ng era importante. Así que tuve cuidado de no agregar una actuación que fuera una fórmula, como 'están tristes para que pongan una cara triste'. Por ejemplo, la flautista Nozomi. Cuando levanta las comisuras de la boca y entrecierra los ojos, el otro reconoce que está sonriendo. Es el tipo de chica que piensa así, pero mirándolo de otra manera, al "sonreír", mantiene la distancia entre ella y el otro. Era importante no tomar atajos en la representación, para proteger la dignidad de estas niñas que viven sus vidas pensando en esto con cada paso que dan ".
Nozomi  actriz de voz Nao Tōyama declaró que Yamada le dijo que "Mizore  sentimientos hacia Nozomi y Nozomi  sentimientos hacia Mizore no es igual. Ambos cuidado sobre cada otro, pero sus sentimientos crecen aparte. Sienten empatía  para cada otro, pero su relación es especial e inusual." Yamada también declaró en otra entrevista que "le costó mucho describir las complejidades de la relación entre Mizore y Nozomi. Parecía que uno obtendría una impresión completamente diferente por la forma en que terminaron sus palabras en cada parte de sus conversaciones. Tenía muchas ganas de ser fiel a los sentimientos de los dos. Fue un estilo de discurso muy arriesgado por el que optamos, sin embargo, no teníamos la intención de hacer algo en el que las personas a las que se lo mostramos de manera simple los ve como "muy buenos amigos" . Para proteger la dignidad, para que no hubiera ninguna falsedad (en los dibujos), me cuidé constantemente de no hacerla llamativa ".
Tōyama declaró: "Nozomi fue representada en la serie de televisión como una persona verdaderamente agradable y alegre amada por todos. Traté de mostrar su carisma, no solo su personalidad motivada e impulsada. Sin embargo, en la película, muestra sus imperfecciones, que no eran mostradas en la serie de televisión debido a que ella no es el personaje principal. Por ejemplo, puede ser astuta y celosa incluso de Mizore, a quien realmente le importa. Creo que los espectadores de la película sentirán afinidad con su lado humano. Para ser honesto, estaba confundido cuando leí el guion al principio. ¡No quería destruir la imagen que los fans tenían de ella en Hibike! Euphonium, aunque la película es una historia completamente nueva. Espero que los espectadores entiendan que Nozomi es la misma chica de la serie de televisión, y la película muestra diferentes aspectos de ella que no se han mostrado antes. Me gustaría retratarla sin destruir su imagen, pero sorprender a los espectadores con su lado humano. Para ser honesto, sentí que podía relacionarme con Mizore más que Nozomi al principio. Comprendí el sentimiento de Mizore pero no de los de Nozomi. No entendí que apartara la mirada o moviera los pies en el momento crucial. Pensé que ella no era la chica que conocía bien. Me tomó un tiempo entender por qué actuaba así. Tiene demasiadas cosas en la cabeza y ya no puede manejar sus emociones. Por otro lado, Mizore permanece igual en la película, por lo que es fácil entenderla ".
La actriz de voz de Mizore, Atsumi Tanezaki, declaró: "No hubo confusión sobre el papel de Mizore. La forma en que atesora estar con Nozomi no ha cambiado nada de la serie de televisión. Sin embargo, hubo muy pocas escenas de los dos juntos en la serie de televisión. eran solo las escenas en las que se inventaban y luego algunas conversaciones. Por lo tanto, me preguntaba cómo podía expresar sus sentimientos cuando charlaban, bromeaban o jugaban juntos bajo el sol. El director me dijo que Mizore siente que es la última oportunidad estar con Nozomi cada vez que la conoce. Siempre se siente insegura acerca de su amistad con Nozomi y teme que termine abruptamente sin previo aviso. Comprendí esos sentimientos hacia ella durante la serie de televisión, así que le dije: Lo sé. Mizore atesora cada momento con Nozomi y simplemente se alegró cuando Nozomi reaccionó a su broma diciendo: ¿Qué es eso?' Ella no ha cambiado en ese sentido".
Tanto Tōyama como Tanezaki señalaron la importancia de que Mizore siempre camine detrás de Nozomi en lugar de a su lado. Tōyama declaró: "Los espectadores los ven desde la vista lateral, sin embargo, desde la perspectiva de Mizore, ella siempre está mirando la espalda de Nozomi. Cuando Mizore se convierte en adulta y mira hacia atrás en su adolescencia, probablemente recuerde la espalda de Nozomi. Me emociono con solo pensar en ese."

### Música
Liz Y el Pájaro Azul tuvo dos compositores: Kensuke Ushio, quién había participado en la película anterior de Yamada Una Voz Silenciosa, compuso en un estilo minimalista para música de fondo para las escenas en instituto, mientras que música de fondo para los segmentos de cuento de hadas Liz y el Pájaro Azul  y las piezas de concierto interpretada por la banda de viento de los personajes estuvo compuesta y conducido por Akito Matsuda, el compositor de la serie Hibike! Euphonium. La banda sonora se compuso de antemano y la animación de fotogramas clave se realizó después para que coincida con ella; las escenas con la música de Ushio eran particularmente difíciles de animar, ya que incluía los sonidos de los pasos de los personajes como parte de la música, y sus movimientos debían estar perfectamente sincronizados con los sonidos; el objetivo era tener "imágenes, música y los sonidos de los pasos en completo tándem".
A diferencia de Una Voz Silenciosa, a la que se unió tarde durante la producción, Ushio estuvo involucrado desde muy temprano en la producción de Liz y el pájaro azul, y como tal ayudó a Yamada a desarrollar sus propias ideas para la película; declaró: "Cuando leí el guión, pensé que se trataba de una historia muy personal; una historia que debería permanecer oculta para todos los demás. Si esos sentimientos adolescentes, tan delicados como el vidrio, fueran conocidos por otros, creo que esas chicas realmente se volverían incapaces de establecer conexiones con otras personas más adelante en la vida. Así que quería que la música fuera como contener la respiración, mirar en secreto. También está la fantástica música de banda de viento que compuso Matsuda. Pensé que esta música era lo que deberías encontrar usted mismo tarareando después de ver la película, así que traté de asegurarme de que la melodía no resaltara demasiado en la música de la película. Por eso decidí utilizar este método de composición poco convencional ".
Para grabar la banda sonora, Ushio y Yamada fueron a la escuela de la vida real en la que se basa el edificio en la película, donde Ushio se grabó a sí mismo tocando y usando los objetos presentes de diferentes maneras, y luego incluyó esos sonidos en la banda sonora; luego recordó que Yamada "no podía dejar de reír" mientras grababa. Para componer, Ushio utilizó un método que Yamada calificó como "decalcomania", derramando tinta sobre la partitura y doblándola antes de poner el resultado final en música. Lo describió como "una forma de representar cómo las dos chicas, ese tipo de desunión entre ellas y esa separación gradual. Lo tomamos y lo usamos como base para la banda sonora también, así que esa es una de las razones por las que terminó con un tono tan nostálgico. Dentro de la calcomanía verás diferentes objetos, el vaso de precipitados, el piano, el sonido del raspado del escritorio. Por ejemplo, los pasos están sincronizados con la música. Los pasos tenían un tempo real. El tempo es 99, 100, 101. Estos son números coprimos. El tempo de las pisadas es siempre un número coprimo pero también movimos ligeramente el tempo porque somos humanos y no robots. Entonces, al final de esta película, viste la situación feliz en la pantalla: no puedo recordar el tono, pero los pasos están completamente sincronizados. Solo los pasos. Entonces, algo que sucedió que incluso yo no esperaba es que los pasos terminaron sincronizados y para ellos nunca lo esperaron. Se sintió como un verdadero milagro que eso sucediera. Fue un momento conjunto ”. También compuso parte de la banda sonora de una manera más convencional.
Hablando sobre la grabación de la pieza "Liz y el pájaro azul", Yamada declaró: "La presentación en vivo fue tan cálida ... Y podía sentir una sensación de espacio. A veces [el oboísta y el flautista] respiraban hondo y otras cantaban con sus instrumentos. Se me oprimía el pecho al escuchar una actuación tan llena de tanta emoción. Los dos me escuchaban con tanta atención, que acabé sintiéndome demasiado cómodo y hablé mucho más de lo que había querido decir. a. Como estos dos eran músicos y no actores, pensé que sería mejor si hablaba en detalles como "toca las dos primeras notas y luego detente". Pero en realidad se las arreglaron para subirse a bordo emocionalmente y actuaron mucho. . Por ejemplo, hay un momento en el que Nozomi no quiere perder, pero simplemente no puede defenderse. Realmente se habían derrumbado y comprendido este momento, por lo que la expresión de la música era tan buena. La animación no puede perder con esto. , Pensé. Realmente me emocionó ".
El equipo también incluyó a Saito Shigeru como productor musical, Yôta Tsuruoka como director de sonido y Oowara Masahiro como director supervisor de la banda de viento. La banda Homecomings proporcionó el tema principal de la película, "Songbirds", que es la segunda canción que se escucha durante los créditos finales. Los créditos finales también comienzan con una segunda canción original titulada "Girls, Dance, Staircase", compuesta por Ushio con letra de Yamada, aunque Ushio "agregó algunas palabras para que encajaran con la música de una manera más interesante". Siguiendo la idea de Yamada, la canción fue cantada por un niño soprano, que Ushio calificó como "una idea brillante. El niño soprano tiene esa sensación de no ser claramente masculino o femenino, lo que creo que realmente encaja con la mezcla de la película de subjetivo y objetivo". Al comentar sobre cómo compuso la canción, Ushio declaró que "si bien la canción suena sagrada, también debe expresar los aspectos más personales y privados de una niña. Lograr este equilibrio correcto fue muy difícil. La pieza debe tener elementos de música religiosa sin ser demasiado parecido a una pieza religiosa, por lo que era muy parecido a enhebrar una aguja ".

## Estreno
La película se estrenó en Japón el 21 de abril de 2018. Eleven Arts estrenó la película en los Estados Unidos el 9 de noviembre de 2018. Se estrenó en Canadá el 2 de enero de 2019.
La versión casera se lanzó posteriormente en Blu-ray y DVD el 5 de diciembre de 2018 en Japón. Más tarde, Once Arts anunció Shout! Factory, que es conocida por lanzar medios domésticos Super Sentai en Norteamérica, otorgará licencias para medios domésticos en la región occidental. Fue lanzado el 5 de marzo de 2019.

## Recepción
Liz y el Pájaro azul recibió revisiones positivas de críticos, con la mayoría de elogio yendo a la relación y personalidades de los dos caracteres principales, banda sonora, y animación. El sitio web agregador de reseñas Rotten tomatoes da la película un 82% índice de aprobación basado 11 revisiones. En Metacritic, que asigna una calificación promedio ponderada, la película tiene una puntuación de 67 sobre 100 basada en 5 críticas, lo que indica "críticas generalmente favorables".
Natasha H. De IGN dio una crítica muy positiva, afirmando: que Yamada va "con su propio estilo y enfoque para construir una experiencia de soledad, percepciones erróneas de las personas y superación de sueños poco realistas. Lo hace en una de las más singulares y métodos extraordinarios que he visto en este medio: emparejando su encuadre y el ritmo de la historia con la banda sonora. Es casi imposible desacoplar las experiencias visuales y auditivas de Liz y el pájaro azul [...] El suave Los diseños de personajes también se prestan a expresiones emocionales, que se alinean perfectamente con el tipo de personas que son Mizore y Nozomi. Ya sean los ojos, la boca inclinada o incluso el cruce de piernas, la atención al detalle se muestra en cada fotograma de la La música también es muy particular, ya que Ushio entrelaza instrumentos familiares y extraños en una partitura escasa y discreta para retratar la mentalidad de los dos personajes principales y la atmósfera de cada escena de la película ". Ella le dio a la película una calificación de 9 sobre 10, y concluyó: "Liz y el pájaro azul, aunque aparentemente directa y simple, es una de las películas estructuralmente más complejas sobre la necesidad de la comunicación para las relaciones saludables. Muestra la inseguridad humana y la vulnerabilidad en formas maravillosamente honestas, y gracias al arte combinado de la visión impecable del director Yamada y la banda sonora escasa pero minimalista del compositor Ushio, termina convirtiéndose en una de las experiencias más conmovedoras y conmovedoras que he visto este año ".
Mate Schley de The Japan Times dio la película un 4.5 fuera de 5 índice, llamándolo "brillantemente ejecutado" y declarando "No todo el mundo ha sido en una banda de viento, pero  hay pocos entre nosotros quiénes nunca han tenido que decir adiós a un amigo. Para los fans Hibike! Euphonium, Liz será una bienvenida a un viaje de regreso a su mundo, pero esta película resonará con la misma fuerza con cualquiera que haya pasado por la montaña rusa emocional conocida como escuela secundaria." Michelle Jarowski escribiendo para The Daily Dot, le dio a la película una calificación de 4 sobre 5, indicando que "Liz y el pájaro azul se elevan desde el principio, ya que entrelazan un cuento de hadas fantástico y una historia de la escuela secundaria más íntima e identificable. Como dos caras de la misma moneda, Las historias se giran entre sí hasta que se fusionan en una conmovedora armonía de vista y sonido."
Jordania Mintzer de The Hollywood Reporter dio una crítica moderadamente positiva, comparando desfavorablemente la película con el trabajo anterior de Yamada, Una voz silenciosa. Dijo: "A pesar de la forma en que Yamada sigue reiterando lo delicadas que pueden ser las relaciones entre adolescentes, y lo fácil que pueden escapar cuando pasas a la siguiente etapa de tu vida, el escenario limitado de la historia y la falta de drama abierto hacen que su película se sienta algo Parece más cercano, a veces, a un especial después de la escuela, o a un episodio de Degrassi Junior High, que a una función en toda regla, incluso si un giro tardío le da a todo más seriedad. Estéticamente hablando, no obstante, hay algunos hermosos momentos esparcidos a lo largo de la historia, con la animación cambiando a la perfección entre los dibujos detallados estilo manga de las escenas del aula y las representaciones de acuarela más efímeras de las secuencias de cuentos de hadas. Como en Una voz silenciosa, Yamada tiene un ojo muy agudo para representar el malestar adolescente en términos visualmente evocadores, y Liz y el pájaro azul podrían haberse beneficiado de más vuelos de fantasía de los que ella permite aquí."

### Reconocimientos
La película ganó el Premio Ofuji Noburo. Fue también nominado para el  Premio Animat a Mejor largometraje en el Sitges Festival de cine en España; en Estados Unidos fue nominado para un Premio de Satélite para Mejor película o corto animado.

## Película de seguimiento
Otra película de Hibike! Euphonium  titulada Gekijōban Hibike! Euphonium: Chikai No Finale, basado en Zenpen, la otra novela de  Hibike! Yūfoniamu Kitauji Kōkō Suisōgaku-bu, Haran no Dainigakushō, fue estrenada el 19 de abril de 2019;  está dirigido por Tatsuya Ishihara y escrito por Jukki Hanada, el director principal y escritor único de la serie televisiva respectivamente. Su producción tuvo lugar al mismo tiempo con Liz y el pájaro azul;  centra en Kumiko, el carácter principal de las novelas quién aparece en Liz y el pájaro azul en una función de apoyo, y está "conectado" a esta. Yamada declaró que la pieza musical de  "Liz y el pájaro azul presentada en esta película va a conectar la segunda película." La película fue estrenada en América del Norte el 11 de julio de 2019 con subtítulos y el 15 de julio de 2019 doblada.